# Siebe Deweirdt
Siebe Deweirdt, né le 8 mai 2002, est un coureur cycliste belge.

## Biographie
En 2019, Siebe Deweirdt devient champion de Flandre-Orientale dans la catégorie des juniors (moins de 19 ans). L'année suivante, il délaisse la piste pour se consacrer au cyclisme sur route. Il prend la troisième place du championnat de Belgique juniors. 
En 2021, il évolue sous les couleurs du club Home Solution-Soenens. Pour ses débuts espoirs, il classe deuxième de l'Arden Challenge, tout en ayant remporté une épreuve. Son équipe accède ensuite au niveau continental en 2022, grâce à une association avec le sponsor Elevate. Il suit par ailleurs des cours par correspondance à la Haute École de Gand, dans les domaines de la nutrition et de la diététique,. Rapide au sprint, il remporte une épreuve régionale et termine deuxième du Circuit Het Nieuwsblad espoirs. 
En 2023, il court dans la réserve de la formation World Tour Soudal Quick-Step. Il réalise sa meilleure saison en remportant une kermesse professionnelle à Kemmel et un interclub à Thourout. Il obtient également diverses places d'honneur. Ses bons résultats lui permettent de signer un premier contrat professionnel de deux ans avec la structure Flanders-Baloise.

## Palmarès

### Par années
- 2017
  - Champion de Flandre-Orientale du contre-la-montre débutants 1re année
- 2018
  -  Champion de Belgique sur route débutants 2e année
- 2019
  - Champion de Flandre-Orientale sur route juniors
  - 3e du Ster van Zuid-Limburg
- 2020
  - 3e du championnat de Belgique sur route juniors
- 2021
  - 2e étape du Tour des Deux-Sèvres (contre-la-montre par équipes)
  - 4e épreuve de l'Arden Challenge
  - 2e de l'Arden Challenge
- 2022
  - 2e du Circuit Het Nieuwsblad espoirs
- 2023
  - Kemmel Koerse
  - Grote Prijs Stad Torhout
  - 2e du Wim Hendriks Trofee
  - 3e de la BW Classic

### Classements mondiaux
| Année                                 | 2023  | 2024  |
| ------------------------------------- | ----- | ----- |
| Classement mondial                    | 1318e | 2166e |
|                                       |       |       |
| Légende : nc = non classéSource : UCI |       |       |